# Косколь (Сарыкольский район)
Косколь (каз. Қоскөл) — село в Сарыкольском районе Костанайской области Казахстана. Входит в состав Комсомольского сельского округа. Код КАТО — 396239200.

## Население
В 1999 году население села составляло 496 человек (250 мужчин и 246 женщин). По данным переписи 2009 года, в селе проживало 315 человек (153 мужчины и 162 женщины).